# Sibundoxia scripta
Sibundoxia scripta is een hooiwagen uit de familie Cranaidae.